# (4155) Watanabe
(4155) Watanabe est un astéroïde de la ceinture principale.

## Description
(4155) Watanabe est un astéroïde de la ceinture principale. Il fut découvert le 25 octobre 1987 à Kushiro par Seiji Ueda et Hiroshi Kaneda. Il présente une orbite caractérisée par un demi-grand axe de 2,43 UA, une excentricité de 0,24 et une inclinaison de 6,0° par rapport à l'écliptique.

## Compléments